# Faubourgs de Montréal
Les Faubourgs de Montréal sont des quartiers centraux liés à la croissance démographique de Montréal au XVIIIe siècle. On les retrouve en périphérie de ce que l'on appelle aujourd'hui le Vieux-Montréal.

Faubourgs de Montréal et agrandissements de la Ville de Montréal

## Description et histoire
Au milieu du XVIIIe siècle, Montréal cesse d’être confinée par ses fortifications. Si certaines activités, telles les tanneries, avaient longtemps été repoussées hors des limites de la ville, au fil des ans la croissance démographique et l’expansion du commerce rendent la ville intra-muros trop coûteuse pour nombre d’artisans et de journaliers. On voit dès lors les lotissements, les maisons et les dépendances se multiplier le long des principales artères qui conduisent des portes de la ville vers les campagnes. On voit ainsi apparaître trois faubourgs à l'extérieur du Vieux-Montréal:
- à l'est : le faubourg Québec, situé à la sortie de la porte des fortifications menant au Chemin du Roy vers la ville de Québec;
- à l'ouest : le faubourg des Récollets, situé à la sortie de la porte des fortifications attenante au domaine des Récollets;
- au nord : le faubourg Saint-Laurent, situé à la sortie de la porte des fortifications menant au chemin de Saint-Laurent (futur boulevard Saint-Laurent).